# Hibetullah Sultan
Hibetullah Sultan (16. března 1789 Istanbul – 18. září 1841 Istanbul) byla osmanská princezna a dcera sultána Abdulhamida I. Její matkou byla jedna z jeho žen, Şebsefa Kadın. Byla nevlastní sestrou sultánů Mustafy IV. a Mahmuda II. (ti měli jinou matku).

## Mládí
Hibetullah se narodila v roce 1789 v paláci Topkapi v Istanbulu. Jejím otcem byl sultán Abdulhamid I. a její matkou konkubína Şebsefa Kadınefendi. Byla nejmladším dítětem svých rodičů. Měla o šest let staršího bratra, Şehzade Mehmed Nusret, o čtyři roky starší sestru Alemşah Sultan a rok starší sestru Emine Sultan. Po smrti otce v roce 1789 se spolu s matkou usadily v starém paláci.

## Manželství
V roce 1801, když bylo Hibetullah 12 let, ji její bratranec sultán Selim III. zasnoubil s Alaeddinem Pašou, synem Seyyid Ahmeda Paši. Svatba se konala v lednu roku 1803. Jako rezidence byl páru přidělen palác Kadırga.
V roce 1808 byl sesazen její starší bratr, sultán Mustafa IV., a sultán Mahmut II. dal Hibetullah a její starší sestru Esmu Sultan, která se angažovala ve státních záležitostech, hlídat a zakázal jim navazovat kontakt s lidmi mimo palác.
Hibetullah byla bezdětná, ovdověla v roce 1812, kdy jí bylo pouhých 23 let. Stejně jako ostatní princezny v její generaci se znovu neprovdala.
Po smrti matky jí byly přiděleny všechny její služebné a majetek.

## Smrt
Hibetullah zemřela v září roku 1841 v paláci Kadırga, který v té době patřil její tetě Esmě Sultan a byla pohřbena v mauzoleu svého bratra Mahmuda II. v Divanyolu v Istanbulu.